# Corchorus pascuorum
Corchorus pascuorum är en malvaväxtart som beskrevs av Karel Domin. Corchorus pascuorum ingår i släktet Corchorus och familjen malvaväxter. Inga underarter finns listade i Catalogue of Life.